# Area (Band)
Area (Area – International POPular Group) war eine italienische Jazz-Rock-Band, die zunächst in den 1970er Jahren aktiv war und mit Unterbrechungen bis in die Gegenwart bestand.

## Geschichte

### Anfänge
Die erste Besetzung der noch namenlosen Gruppe fand 1971 zusammen. Die musikalischen Erfahrungen der Bandmitglieder stammten aus dem Jazz, der elektronischen Musik und der Avantgarde. Als Underground-Band war sie auf Auftritte angewiesen, die allerdings oftmals in traditionellen Tanzlokalen stattfanden und nicht selten mit Tumulten endeten, da ihnen von Publikum und Veranstaltern vorgeworfen wurde, ihre Musik sei nicht zum Tanzen geeignet.
Aus dem Satz „Vergrößert den Raum (Area) des Bewußtseins“ von Allen Ginsberg entlehnten sie schließlich ihren Namen.

### Die Demetrio-Stratos-Jahre 1973–1979
1973 erschien das erste Album mit dem provokanten Titel Arbeit Macht Frei, der höhnischen Toraufschrift nationalsozialistischer Konzentrationslager. Die Musiker auf dem Debütalbum waren Demetrio Stratos (Gesang), Giulio Capiozzo (Schlagzeug), Victor Edouard Busnello (Saxophon und Querflöte), Leandro Gaetano (Klavier), Johnny Lambizzi (Gitarre), Patrick Djivas (Bass) und Patrizio Fariselli (Keyboards). Kurz darauf verließ Lambizzi die Band und wurde durch Paolo Tofani ersetzt. Area spielte Konzerte unter anderem bei der Biennale von Paris und unternahm eine Tournee durch Chile.
1974 verließen auch Eddie Busnello und Patrick Djivas die Band. Während der Part des Bassisten mit Ares Tavolazzi neu besetzt wurde, blieb die Position des Saxophonisten unbesetzt, was der Band einen rockorientierteren Sound verlieh. Im selben Jahr erschien das Album Caution Radiation Area, dem eine selbstorganisierte Tournee durch Italien folgte. Den Song Lobotomia widmeten sie Ulrike Meinhof, was auf dem Popfestival in Bern „beim Publikum hysterische Szenen erzeugte, nicht nur wegen seiner Aggresivität, sondern auch wegen der interpretatorischen Technik“.
1975 erschienen schließlich die Alben Crac! und das Live-Album Are(A)zione sowie ein Jahr später das Konzeptalbum Maledetti, das zusammen mit Steve Lacy bei einem Konzert in Mailand aufgeführt wurde. Die Popularität der Band (vor allem bei der politisch linksorientierten Jugend) wurde unterstützt durch die in Italien zu dieser Zeit äußerst populären unabhängigen Radiostationen, die Area große Aufmerksamkeit und viel Airplay schenkten. Am 29. und 30. April 1976 veranstaltete die Band ein großes Konzert unter dem Titel Anto/Logicamento, der Name ihres nächsten Albums 1977. Zu diesem Zeitpunkt verließ Paolo Tofani die Gruppe, der, wie vor ihm bereits Patrizio Fariselli und Sänger Demetrio Stratos, ein Soloalbum veröffentlichte.
Bis zu diesem Zeitpunkt waren sämtliche Alben der Band bei dem kleinen Schallplattenlabel Cramps erschienen, das dem umtriebigen Fluxus-Anhänger Gianni Sassi gehörte, der zeitweise als inoffizielles Mitglied der Band galt, war er doch für viele der Kunstaktionen, an denen Area beteiligt war, verantwortlich. 1978 wechselte die Gruppe zum Label Ascolto, das zur Compagnia Generale del Disco gehörte und auf dem ihr Album 1978 Gli Dei Se Ne Vanno, Gli Arrabbiati Restano! erschien, das letzte Album mit Demetrio Stratos, der Area verließ, um sich ganz seinen „Stimmexperimenten widmen zu können“. Auf Cramps erschien 1979 abschließend noch ein Live-Album von Konzerten der Band aus dem Jahr 1976.
Am 13. Juni 1979 verstarb Demetrio Stratos in einem New Yorker Krankenhaus an Herzversagen, während er auf eine Knochenmarktransplantation wartete. Er wurde 34 Jahre alt.

### Die Jahre nach Demetrio Stratos 1980–1986
Tic&Tac, ihr sechstes Studioalbum erschien 1980. Danach veröffentlichte Area in Zusammenarbeit mit dem Theater Nuova Scena und Regisseur Memè Perlini Gli Uccelli ("Die Vögel"), eine klassische griechische Komödie von Aristophanes. Gli Uccelli wurde bis 1981 über einhundert Mal aufgeführt. Zu diesem Zeitpunkt stieg Larry Nocella bei der Band ein.
1982 bearbeitete die Band, wieder gemeinsam mit Nuova Scena, Tristano e Isotta ("Tristan und Isolde") und führte sie als eine Aufführung mit Tanz und Musik unter der Choreografie von Amedeo Amodio auf. 1983 löste Area sich schließlich auf, da die Musiker fortan in Eigenregie ihre musikalischen Projekte verfolgen wollten. 1986 versuchte Schlagzeuger Giulio Capiozzo mit dem Projekt Area II an die Erfolge der originalen Band anzuknüpfen und veröffentlichte auch zwei Studioalben mit verschiedenen Session-Musikern.

### Die erste Reunion: 1993–2000
1993 ließen Patrizio Fariselli, Giulio Capiozzo und Ares Tavolazzi die Band als Liveprojekt wieder auferstehen. Nachdem Ares Tavolazzi die Gruppe bald wieder verlassen hatte, wurde er durch Paolo Dalla Porta und Pietro Condorelli ersetzt.
Mit Chernobyl 7991, an dem auch der Saxophonist Stefano Bedetti beteiligt war, erschien 1997 das siebente und letzte Studioalbum der Band.
1998 ersetzte Marco Micheli Dalla Porta und Angela Baggi stieß zu der Band. Area tourte noch bis 1999, ehe die Band sich auflöste. Capiozzo starb im Jahr 2000.

### Die zweite Reunion: 2009
Patrizio Fariselli, Ares Tavolazzi und Paolo Tofani, Capiozzos Sohn Christian am Schlagzeug sowie Mauro Pagani als Sänger spielten am 25. August 2009 in Siena ein Konzert im Rahmen der "La Città Aromatica", ein Festival ins Leben gerufen im Gedenken an Demetrio Stratos. Bei einer weiteren Gelegenheit standen Fariselli, Tavolazzi and Tofani sowie UT Gandhi (Umberto Trombetta) am Schlagzeug im San Lazzaro di Savena Theater in Bologna als Teil der "StratosFerico: Omaggio a Demetrio Stratos" Ende Januar 2010 gemeinsam auf der Bühne, ebenfalls zu Ehren von Demetrio Stratos. Am 2. Mai 2010 kamen Fariselli, Tofani und Tavolazzi erneut zusammen, um einen Auftritt beim New Yorker Brecht Forum zu absolvieren, begleitet von Schlagzeuger Walter Paoli und Mauro Pagani.
Eine Reunion-Tour mit Fariselli, Tavolazzi, Tofani, Schlagzeuger Walter Paoli und als Gast Mauro Pagani, denen sich im Verlauf der Tour immer wieder Gäste wie Sängerin Maria Pia De Vito anschlossen, startete schließlich am 21. September 2010 in Mailand im Blue Note Club.
Im November 2012 veröffentlichte Area eine Live-Doppel-CD mit dem Titel Live 2012. 2015 gab die Band ein Konzert in der Fabbrica54 in Piacenza, bei dem als Gast Annie Barbazza beteiligt war.

## Rezeption
Area hatte von Anfang an versucht, eine ganz eigene Musik zu machen, frei von ausländischen Schemen. Das war in Italien nicht leicht, weil auch der italienische Musikmarkt seit den späten 1950er Jahren von angloamerikanischen Produktionen überschwemmt wurde. Der italienische Musikredakteur Claudio de Rocco schrieb 1980: „Area und PFM (Premiata Forneria Marconi) schlugen dagegen eine Musik vor, die fest in der italienischen Kultur verwurzelt war“. Ihr Debütalbum Arbeit Macht Frei wurde von der Kritik in Italien sehr schlecht aufgenommen, aber für de Rocco war es „der Anfang einer radikalen Musik, die einerseits der importierten neoromantischen Musik eine Absage erteilt und andererseits der Art und Weise, neue Musik zu machen, Anstoß gibt.“
Durch unentwegtes Touren durch Italien baute sich Area einen feste Anhängerschaft auf. Konzerte waren aber nicht einfach Konzerte, sondern glichen eher einer Konfrontation mit dem Publikum. Während des kulturellen Aufblühens Italiens Mitte der 1970er-Jahre waren Live-Veranstaltungen aller Art so populär wie nie zuvor. Area verstand es perfekt, das damit einhergehende Gemeinschaftsgefühl, aber auch die Sehnsucht nach persönlicher Entwicklung jedes Einzelnen, egal ob Zuhörer oder Musiker, in Einklang zu bringen. Vor allem, weil sie sich ihren eigenen Widersprüchen ebenso stellten wie denen der kulturellen und politischen Entwicklungen. Das gab ihnen die nötige Glaubwürdigkeit, während sich andere Gruppen thematisch in Märchenwelten flüchteten. De Rocco: „Gerade der Kontakt mit dem Publikum und dessen Emotionen war es, der die Grundpartitur in Areas Musik bildet“.
So entwickelte Area sich Mitte der 1970er-Jahre immer mehr zu einer Künstlertruppe, „in der jeder einzelne Musiker in die verschiedenen Felder der Musik (vordrang): es verfeinern sich die intellektuellen Bezugspunkte, man studiert die zeitgenössische Musik und die antikonformistischen Bewegungen in der Literatur des 19. Jahrhunderts“ (de Rocco). Für de Rocco war das Album Auto/Logicamente das Ergebnis dieser „musikalischen Untersuchungen“.

## Diskografie
Die Alben von Area waren in den 1970ern in Deutschland allesamt nur als Import erhältlich.
Erst Anfang des neuen Jahrhunderts wurden sie erstmals in Deutschland als CD veröffentlicht.

### Alben
- 1973: Arbeit Macht Frei (LP, Cramps)
- 1974: Caution Radiation Area (LP, Cramps)
- 1975: Crac! (LP, Cramps)
- 1975: Are(A)zione (LP, Cramps)
- 1976: Maledetti (Maudits) (LP, Cramps)
- 1978: 1978 Gli Dei Se Ne Vanno, Gli Arrabbiati Restano! (LP, Ascolto)
- 1979: Event ’76 (Live in Mailand, 26. Oktober 1976) (LP, Cramps)
- 1980: Tic&Tac (LP, Ascolto)
- 1996: Concerto Teatro Uomo (Live in Mailand, 29.–30. April 1976) (2CD, Cramps)
- 1996: Parigi-Lisbona (Live in Paris und Lissabon, 1976) (CD, Cramps)
- 1997: Chernobyl 7991 (CD, Nikto)
- 2004: Live in Torino 1977 (2CD, Akarma)
- 2012: Live 2012 (2CD, Up Art)

### Singles
- 1973: L’Abbattimento Dello Zeppelin / Arbeit Macht Frei (7", Cramps)
- 1974: L’Internazionale / Citazione Da George L. Jackson (7", Cramps)

### Zusammenstellungen
- 1977: Anto/Logicamente (LP, Cramps)
- 1980: Area ’70 (LP, Cramps)
- 1996: Gioia e Rivoluzione (CD, Cramps)
- 2013: Area (3CD, Cramps)

### Boxsets
- 2002: Live Concerts (mit den Alben "Concerto Teatro Uomo" und "Parigi-Lisbona") (3CDs, Akarma)
- 2002: Revolution (mit den Alben "Arbeit Macht Frei", "Caution Radiation Area", "Crac!" und "Are(A)zione") (4CD, Akarma)
- 2013: The Essential Box Set Collection (mit den Alben "Arbeit Macht Frei", "Caution Radiation Area", "Crac!", "Are(A)zione", "Maledetti (Maudits)" und "Event 76") (6CD, Cramps)